# Panthera crassidens
Báo hoa mai nguyên thủy  (Panthera crassidens) là một loài từng tồn tại thuộc chi Báo, hiện nay đã tuyệt chủng. Chúng sống trong khoảng cuối thế Pliocen và khoảng đầu kỷ Pleistocen tại châu Phi. Một số hóa thạch nguyên vẹn của loài đã gây ra tranh cãi rằng không cho thấy chính xác các đặc điểm loài, thay vào đó, thuộc về một số loài mèo lớn khác.